# Barons du Séminaire de Sherbrooke
 (janvier 2022).
La mise en forme du texte ne suit pas les recommandations de Wikipédia : il faut le « wikifier ».
Les points d'amélioration suivants sont les cas les plus fréquents. Le détail des points à revoir est peut-être précisé sur la page de discussion.
- Les titres sont pré-formatés par le logiciel. Ils ne sont ni en capitales, ni en gras.
- Le texte ne doit pas être écrit en capitales (les noms de famille non plus), ni en gras, ni en italique, ni en « petit »…
- Le gras n'est utilisé que pour surligner le titre de l'article dans l'introduction, une seule fois.
- L'italique est rarement utilisé : mots en langue étrangère, titres d'œuvres, noms de bateaux, etc.
- Les citations ne sont pas en italique mais en corps de texte normal. Elles sont entourées par des guillemets français : « et ».
- Les listes à puces sont à éviter, des paragraphes rédigés étant largement préférés. Les tableaux sont à réserver à la présentation de données structurées (résultats, etc.).
- Les appels de note de bas de page (petits chiffres en exposant, introduits par l'outil «  Source ») sont à placer entre la fin de phrase et le point final[comme ça].
- Les liens internes (vers d'autres articles de Wikipédia) sont à choisir avec parcimonie. Créez des liens vers des articles approfondissant le sujet. Les termes génériques sans rapport avec le sujet sont à éviter, ainsi que les répétitions de liens vers un même terme.
- Les liens externes sont à placer uniquement dans une section « Liens externes », à la fin de l'article. Ces liens sont à choisir avec parcimonie suivant les règles définies. Si un lien sert de source à l'article, son insertion dans le texte est à faire par les notes de bas de page.
- La présentation des références doit suivre les conventions bibliographiques. Il est recommandé d'utiliser les modèles {{Ouvrage}}, {{Chapitre}}, {{Article}}, {{Lien web}} et/ou {{Bibliographie}}. Le mode d'édition visuel peut mettre en forme automatiquement les références.
- Insérer une infobox (cadre d'informations à droite) n'est pas obligatoire pour parachever la mise en page.

Pour une aide détaillée, merci de consulter Aide:Wikification.
Si vous pensez que ces points ont été résolus, vous pouvez retirer ce bandeau et améliorer la mise en forme d'un autre article.
Les BARONS est le club omnisports qui regroupe l'ensemble des équipes sportives qui représentent le Séminaire de Sherbrooke, un collège privé de la ville de Sherbrooke, au Québec.
C'est plus de 40 équipes, soit environ 500 élèves, dans une dizaine de sports qui défendent fièrement les couleurs de leur institution.
En 2007, 2009 et 2013, le Réseau du sport étudiant du Québec a attribué au Séminaire de Sherbrooke le titre provincial d'« école ayant le plus contribué au développement des activités physiques et sportives », à la suite de la construction et de la rénovation de trois gymnases, d'une palestre, d'une piscine, d'une salle de conditionnement physique et d'un plateau extérieur.

## Temple de la Renommée
Depuis 2016, la direction des Barons introduit annuellement un ancien athlète ayant porté les couleurs du club. 

### Jean-Benoît Jubinville
Porteur de ballon étoile des Barons lors de la première saison de l'équipe de football collégiale en 1988, l'athlète a réussi, en deux saisons, à emmener le club jusqu'en finale du Bol d'Or. Il jouera deux saisons avec les RedMen de McGill avant de devoir brusquement arrêter sa carrière de joueur, à la suite d'une blessure au cou.
C'est alors que commence sa carrière d'entraîneur. En 1997, après seulement cinq saisons à la barre de l'équipe juvénile de football des Barons, il réussit à enfin mettre la main sur le si convoité Bol d'Or. Trois ans plus tard, en 2000, il parvient à répéter l'exploit de nouveau, toujours avec les Barons. À quatre reprises, au cours de ses huit années à la barre des Barons, il parvient à emmener l'équipe en pole position de la ligue.
En 2003, il devient l'entraineur des Volontaires du Cégep de Sherbrooke et met la main sur quatre Bol d'Or consécutifs, soit de 2006 à 2009, avant de se retirer en 2011, à la suite de soucis de santé.
En 2016, il est devenu le tout premier membre du Temple de la Renommée des Barons et est aujourd'hui le premier directeur des sports francophone de l'Université Bishop's.

### Jacques Chapdelaine
Jacques Chapdelaine (en) a toujours eu un grand talent en sports. Avant de commencer le football, il jouait au hockey et son talent lui a même permit de se faire repêcher en 1971 par les Castors de Sherbrooke, une ancienne équipe de la LHJMQ. N'ayant malheureusement pas pu se faire une place dans l'équipe, Chapdelaine rejoint alors l'équipe collégiale AAA du College Champlain et domine son niveau, si bien qu'en 1983, il a été repêché par les Lions de la Colombie-Britannique, dans la LCF.
Après une carrière de sept saisons dans lesquelles il a évolué avec les Lions, les Alouettes, les Tiger-Cats et les Stampeders, Chapdelaine devient entraineur des Gaiters de l'université Bishop's. Au fil des saisons, ses talents se font remarquer et après être passé par l'Université Laval, par les Stampeders, les Eskimos, et les Roughriders, il devient l'entraineur-chef des Alouettes de Montréal pendant les saisons 2016 et 2017.
Durant sa grande carrière d'entraineur, il a remporté une Coupe Vanier (avec l'Université Laval) et trois Coupes Grey, en tant qu'entraîneur adjoint avec les Stampeders et les Lions.